# Капела бандуристів Москви

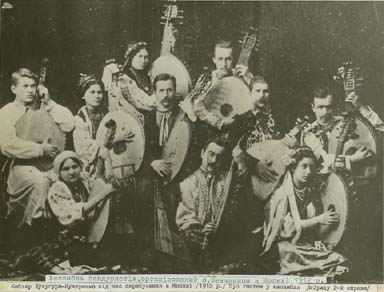
Московська Капела бандуристів під керівництва В. Шевченка

Капела бандуристів Москви — ансамбль бандуристів при українському гуртку «Кобзар» у Москві. Заснований 1911 року (за іншими даними — 1912) Василем Шевченком.
За час свого існування ансамбль успішно пропагував українські думи, народні пісні, народну інструментальну музику та творчість українських композиторів і був неабияк популярним, як серед членів численної української громади Москви, так і серед всього населення російського міста.

## Історія
У 1912 році з ініціативи кубанського бандуриста Василя Кузьмовича Шевченка при московському українському гуртку «Кобзар» створюється ансамбль бандуристів із 12-ти осіб, з яких чотири жінки.
Серед учасників ансамблю відомі лише: Байдак А., Виноградов А., Волошенко А., Муль Г., Овчинников Василь Павлович, Охрімович-Кондра Р., Охрімович-Шевченко М., і власне сам Василь Шевченко.
Ансамбль часто виступав на українських імпрезах в Москві, разом з такими видатними музикантами, як Іван Кучеренко, Гнат Хоткевич, Андрій Чайковський та іншими. Наприклад, 6 лютого 1914 року в залі московського політехнічного  музею у програмі концерту були українські  пісні та думи. 26 грудня 1914 року в Москві для членів міжнародного конгресу В. Шевченком виконувались українські думи, історичні пісні та інструментальні твори на бандурі. Зокрема, «Ой Морозе, Морозенку» та  «Похід запорожців». Учасник ансамблю бандурист та лірник Андрій Волошенко виконував «Думу про  трьох братів Азовських».
Відомо, що часто, як соліст, на концертах ансамблю виступав і студент Московської консерваторії по класу вокалу і хорового диригування Прокіп Минович Сапсай (1886—1929).
Перша світова війна, ймовірно, припинила діяльність ансамблю. Точних відомостей про відновлення роботи ансамблю відтоді немає, однак деякі згадки про ансамбль датуються 20-ми роками. Дата остаточного припинення діяльності ансамблю невідома.